# جو ماكليلاند
جو ماكليلاند (بالإنجليزية: Joe McClelland)‏ هو لاعب كرة قدم بريطاني في مركز ظهير ‏، ولد في 21 أكتوبر 1935 في إدنبرة في المملكة المتحدة، وتوفي بنفس المكان في 24 أبريل 1999. لعب مع نادي ريكسهام ونادي هيبرنيان.